# Lagoinha do Leste
Lagoinha do Leste är en sjö i Brasilien.   Den ligger i delstaten Santa Catarina, i den södra delen av landet, 1 300 km söder om huvudstaden Brasília. Lagoinha do Leste ligger 6 meter över havet. Den ligger på ön Ilha de Santa Catarina.